# Blonde (band)
Blonde is een Brits deephouse-productieduo uit Bristol, bestaande uit Jacob Manson en Adam Englefield. Ze staan onder contract bij Parlophone.

## Biografie
Blonde ontstond in 2014. Blonde bracht het nummer It's You in première via Englefield's dancemuziek YouTube-kanaal Eton Messy in juli 2013. In mei 2014 bracht Blonde hun debuutsingle Foolish uit, waarop wordt gezongen door Ryan Ashley. In juli 2014 brachten ze hun tweede single Higher Ground uit, waarop wordt gezongen door Charli Taft. Ze werden bekend in het Verenigd Koninkrijk nadat BBC Radio 1 hun single I Loved You ten gehore bracht, die door het station in oktober 2014 werd uitgeroepen tot nummer van de dag en veel geprezen werd door Radio 1 DJ Greg James in zijn dance anthems programma. I Loved You, waarop reggae- en popzangeres Melissa Steel te horen is, kreeg lovende kritieken in de tijdschriften Clash en Heat. Het nummer kwam op nummer zeven binnen in de Britse singlehitlijsten en op nummer tien in de Schotse singlehitlijsten.
Blonde bracht de vierde single All Cried Out uit, met zang van Glee-acteur Alex Newell; deze single bereikte nummer vier in het Verenigd Koninkrijk. De vijfde single van het duo, Feel Good (It's Alright), wordt begeleid door Karen Harding.
In 2016 werkten ze samen met de terugkerende platenproducent en ster in de muziekindustrie Craig David aan het nummer Nothing Like This. Het maakte deel uit van Davids samenwerkingsperiode met artiesten als Big Narstie, Katy B en Kaytranada en is ook een single van zijn zesde studioalbum Following My Intuition.
Blonde schreef ook mee aan de debuutsingle Don't Need No Money van Imani Williams, samen met de opkomende houseproducent en dj Sigala. Samen namen ze deel aan hun eerste grote project als onafhankelijke muzikanten. Imani kreeg de inspiratie voor het nummer nadat ze in 2016 samen met Sigala in de muziekindustrie was terechtgekomen op zijn single Say You Do, naast drum and bass-muziekproducent DJ Fresh.
Ze schreven ook mee aan het nummer Lay It All on Me van Rudimental en Ed Sheeran met Johnny Harris en James Newman. Het nummer werd oorspronkelijk bedacht in een sessie tussen Blonde, Harris en Newman voordat het werd voorgelegd aan Rudimental. Ed Sheeran werd later bij het nummer betrokken en herschreef de break van het nummer.

## Discografie

### Singles

#### As leadartiest
| Jaar | Titel                                                                                   | Hoogste posities in de hitlijsten | Hoogste posities in de hitlijsten | Hoogste posities in de hitlijsten | Hoogste posities in de hitlijsten | Hoogste posities in de hitlijsten | Hoogste posities in de hitlijsten | Hoogste posities in de hitlijsten | Hoogste posities in de hitlijsten | Certificaties  | Album                  |
| Jaar | Titel                                                                                   | VK                                | VK Dance                          | AUT                               | BEL (FL)                          | GER                               | IRE                               | SCO                               | SWI                               | Certificaties  | Album                  |
| ---- | --------------------------------------------------------------------------------------- | --------------------------------- | --------------------------------- | --------------------------------- | --------------------------------- | --------------------------------- | --------------------------------- | --------------------------------- | --------------------------------- | -------------- | ---------------------- |
| 2014 | Foolish (featuring Ryan Ashley)                                                         | —                                 | —                                 | —                                 | 82                                | —                                 | —                                 | —                                 | —                                 |                | Non-album singles      |
| 2014 | Higher Ground (featuring Charli Taft)                                                   | —                                 | —                                 | —                                 | —                                 | —                                 | —                                 | —                                 | —                                 |                | Non-album singles      |
| 2014 | I Loved You (featuring Melissa Steel)                                                   | 7                                 | 5                                 | 60                                | 31                                | 25                                | 65                                | 10                                | 56                                | - BPI: Platina | Non-album singles      |
| 2015 | All Cried Out (featuring Alex Newell)                                                   | 4                                 | 1                                 | —                                 | 59                                | —                                 | 74                                | 4                                 | —                                 | - BPI: Platina | Non-album singles      |
| 2015 | Feel Good (It's Alright) (featuring Karen Harding)                                      | 76                                | 19                                | —                                 | 99                                | —                                 | —                                 | 50                                | —                                 |                | Non-album singles      |
| 2016 | Nothing Like This (with Craig David)                                                    | 15                                | 5                                 | —                                 | 94                                | —                                 | 34                                | 10                                | —                                 | - BPI: Platina | Following My Intuition |
| 2017 | Just for One Night (featuring Astrid S)                                                 | —                                 | —                                 | —                                 | —                                 | —                                 | —                                 | —                                 | —                                 |                | Non-album singles      |
| 2018 | Me, Myself & I (featuring Bryn Christopher)                                             | —                                 | —                                 | —                                 | —                                 | —                                 | —                                 | —                                 | —                                 |                | Non-album singles      |
|      | "—" geeft een single aan die niet in de hitlijsten is opgenomen of niet is uitgebracht. |                                   |                                   |                                   |                                   |                                   |                                   |                                   |                                   |                |                        |

#### Onder het label Eton Messy
| Jaar | Titel                       | Album             |
| ---- | --------------------------- | ----------------- |
| 2012 | Talk To You                 | Non-album singles |
| 2013 | Be Mine                     | Non-album singles |
| 2013 | It's You                    | Non-album singles |
| 2015 | Cast A Spell (met Pianoman) | Non-album singles |

#### Als bekende artiest
| 2016 | Don't Need No Money (Imani Williams featuring Sigala en Blonde)              | 67 | — | — | 77 | — | — | — | 49 | — | — |  | Non-album single |
|      | "—" denotes single that did not chart or was not released in that territory. |    |   |   |    |   |   |   |    |   |   |  |                  |

## Songwriting en productie
| Jaar | Titel                                           | Artiest(en)      | Album                            | Bijdragen van leden           | Vermelding als                 | Geschreven met | Geproduceerd met                           |
| ---- | ----------------------------------------------- | ---------------- | -------------------------------- | ----------------------------- | ------------------------------ | --- | ------------------------------------------ |
| 2015 | Real                                            | Brayton Bowman   | The Update EP                    | Jacob Manson                  | Co-schrijver/producent         | Brayton Bowman, Uzoechi Emenike, Ryan Campbell | MNEK                                       |
| 2015 | Lay It All on Me (featuring Ed Sheeran)         | Rudimental       | We the Generation                | Jacob Manson, Adam Englefield | Co-schrijver                   | Amir Izadkhah, Piers Aggett, Kesi Dryden, James Newman, Edward Sheeran, Gavin Slate, Leon "DJ Locksmith" Rolle, Lasse Petersen, Maxwell McElligott, Jonathan Harris, James Luke Wood | -                                          |
| 2016 | Don't Need No Money (featuring Sigala & Blonde) | Imani Williams   | Non-album single                 | Jacob Manson                  | Artiest/co-schrijver/producent | Imani Williams, Bruce Fielder, Patrizia Helander, Hampus Lindvall | Sigala, TROSS                              |
| 2017 | Don't Ask                                       | Matt Terry       | Trouble                          | Jacob Manson                  | Co-schrijver                   | Matthew Terry, Duck Blackwell, Andrew Jackson | -                                          |
| 2018 | Somebody Like Me (featuring AJ Tracey)          | Craig David      | The Time is Now                  | Jacob Manson                  | Co-schrijver/producent         | Craig David, Che Grant | -                                          |
| 2018 | Answerphone (met Ella Eyre featuring Yxng Bane) | Banx & Ranx      | Non-album single                 | Jacob Manson                  | Co-schrijver                   | Zacharie Raymond, Yannick Rastogi, Ella McMahon, Shakka Philip, Guystone Menga | -                                          |
| 2018 | Used to Love You                                | Anne-Marie       | Speak Your Mind                  | Jacob Manson                  | Producent                      | - | Fraser T Smith, LostBoy, Jennifer Decilveo |
| 2018 | Hooked                                          | Why Don't We     | 8 Letters                        | Jacob Manson                  | Co-schrijver/producent         | Philip Plested | -                                          |
| 2018 | Just My Type                                    | The Vamps        | Night & Day (Day Edition)        | Jacob Manson                  | Co-schrijver/producent         | Connor Ball, Tristan Evans, James McVey, Bradford Simpson, Alexander James, Iain Farquharson, James Abrahart, Philip Plested, Tobias Tripp, Dale Anthoni                             | -                                          |
| 2018 | Talk Later                                      | The Vamps        | Night & Day (Day Edition)        | Jacob Manson                  | Co-schrijver/producent         | Connor Ball, Tristan Evans, James McVey, Bradford Simpson, Richard Boardman, Pablo Bowman, Sarah Blanchard                                                                           | Bradford Simpson                           |
| 2018 | Loyal                                           | Paloma Faith     | The Architect: Zeitgeist Edition | Jacob Manson                  | Co-schrijver/producent         | Paloma Faith, Jamie Miller, Max Wolfgang | Chris Loco                                 |
| 2018 | Getaway                                         | Syn Cole         | Non-album single                 | Jacob Manson                  | Co-schrijver                   | Rene Pais, Nicholas Gale, Gina Kushka, Edward Drewett | -                                          |
| 2019 | Lotta Love                                      | Jack & Jack      | A Good Friend Is Nice            | Jacob Manson                  | Co-schrijver/producent         | Andrew Jackson, Adam Argyle | Jussifer                                   |
| 2019 | I Don't Belong in This Club (met Macklemore)    | Why Don't We     | TBA                              | Jacob Manson                  | Co-schrijver/producent         | Zak Zilesnick, Maxwell Wolfgang, Benjamin Haggerty | -                                          |
| 2019 | The Road                                        | Leo Kalyan       | Non-album single                 | Jacob Manson                  | Co-schrijver/producent         | Kashif Siddiqui, Uzoechi Emenike | Leo Kalyan                                 |
| 2019 | Brixton                                         | Jelani Blackman  | Non-album single                 | Jacob Manson                  | Co-schrijver/producent         | Jelani Blackman | -                                          |
| 2019 | Too Hot                                         | Jason Derulo     | Non-album single                 | Jacob Manson                  | Co-schrijver/producent         | Jason Desrouleaux | -                                          |
| 2019 | Long Way to Go                                  | Four of Diamonds | Non-album single                 | Jacob Manson                  | Co-schrijver/producent         | Amy Allen, Scott Friedman | -                                          |
| 2019 | F It Up                                         | Jason Derulo     | 2Sides (Side 1)                  | Jacob Manson                  | Co-schrijver/producent         | Jason Desreuloux, Johnny Mitchell, Rosina Russell | -                                          |
| 2019 | Talk About Us (featuring Stefflon Don)          | Jason Derulo     | 2Sides (Side 1)                  | Jacob Manson                  | Co-schrijver/producent         | Jason Desreuloux, Johnny Mitchell, Rosina Russell, Stephanie Allen | -                                          |
| 2019 | Modern Anxiety                                  | Josef Salvat     | TBA                              | Jacob Manson                  | Producent                      | - | Josef Salvat, Rich Cooper, Banx & Ranx     |
| 2019 | Alone                                           | Josef Salvat     | TBA                              | Jacob Manson                  | Producent                      | - | Josef Salvat, Rich Cooper                  |
| 2020 | Houdini (featuring Swarmz en Tion Wayne)        | KSI              | Dissimulation                    | Jacob Manson                  | Co-schrijver/producent         | Olajide Olatunji, Brandon Scott, Dennis Odunwo, Emmanuel Isong, AJ | AJ                                         |

## Hitnoteringen
| Single met hitnotering(en) in de Vlaamse Ultratop 50 | Datum van verschijnen | Datum van binnenkomst | Hoogste positie | Aantal weken | Opmerkingen       |
| ---------------------------------------------------- | --------------------- | --------------------- | --------------- | ------------ | ----------------- |
| I Loved You                                          | 2014                  | 24-01-2015            | 31              | 5            | met Melissa Steel |
| Feel Good (It's Alright)                             | 2015                  | 05-09-2015            | tip95           |              | met Karen Harding |
| Nothing Like This                                    | 2016                  | 02-04-2016            | tip             |              | met Craig David   |